# Mi Fei

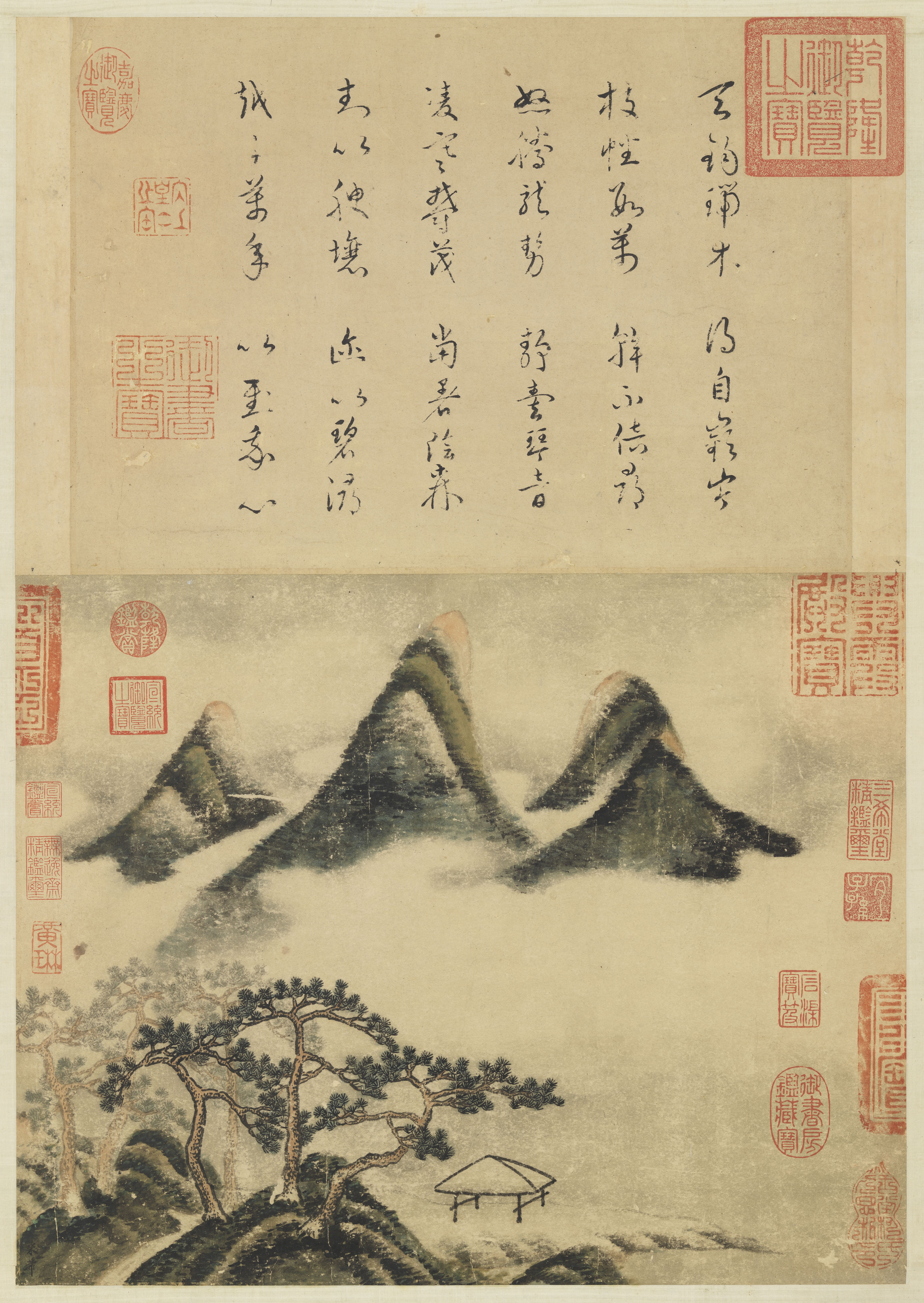
Fjäll och furor om våren (del), Nationella palatsmuseet, Taipei.

Mi Fei eller Mi Fu (kinesiska: 米芾 Mi Fu den gamle Mi, Pinyin: Mǐ Fú) född 1051 i provinsen Jiangsu i Kina, död 1107 i Kaifeng, var en berömd kinesisk konstnär, poet och kalligraf under Songdynastin. Han levde samtidigt som Su Dongpo. Hans son var Mi Youre, den unge Mi.
Mi Fei utvecklade ny stil inom tuschmåleri, påminnande om den västerländska akvarelltekniken. Stilen utövades av hans son på samma sätt och stilen kallas Mis-stil eller Mi-stil.
Mi Fu ansågs av många vara en av de främsta kinesiska kalligraferna någonsin och hans verk i semikursiv skrift var åtrådda samlarobjekt.